# Sangir
Pour les articles homonymes, voir Sangir (homonymie).
Sangir, Sangihe ou Sangihe Besar, en indonésien Pulau Sangir, Pulau Sangihe et Pulau Sangihe Besar, est une île d'Indonésie située en mer de Célèbes dans les îles Sangihe.

## Géographie
Sangir est une île du Nord de l'Indonésie située dans les îles Sangihe dont elle est la plus grande. Administrativement, elle fait partie du kabupaten des îles Sangihe de la province de Sulawesi du Nord. Elle se situe en mer de Célèbes. Seule la pointe méridionale de l'île est riveraine de la mer des Moluques au sud. L'île est d'origine volcanique et son point culminant est l'Awu avec 1 320 mètres d'altitude.

## Histoire
En mars 1856, l'Awu, le volcan de l'île, entre en éruption, provoquant la mort de plus de 2 000 personnes.

## Démographie
La population de Sangir est essentiellement formée du groupe des Sangir, dont la langue, le sangir, appartient à un groupe dit sangirien au sein du rameau langues philippines de la branche malayo-polynésienne des langues austronésiennes. 

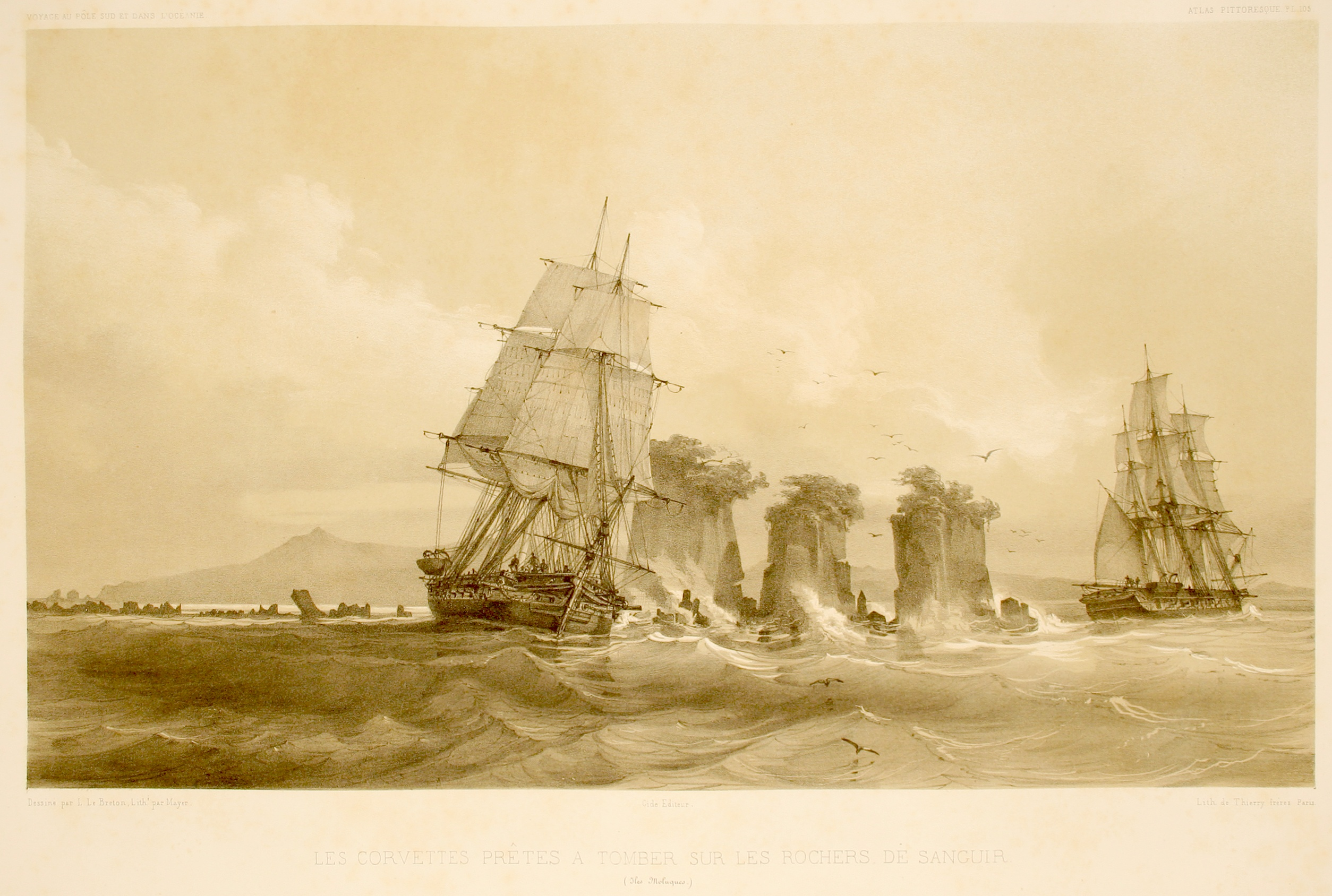
Les corvettes sur les rochers de l'île Sanguir (Jules Dumont d'Urville, Voyage au Pôle Sud et dans l'Océanie sur les corvettes L'Astrolabe et La Zélée, Gide, Paris, 1846).

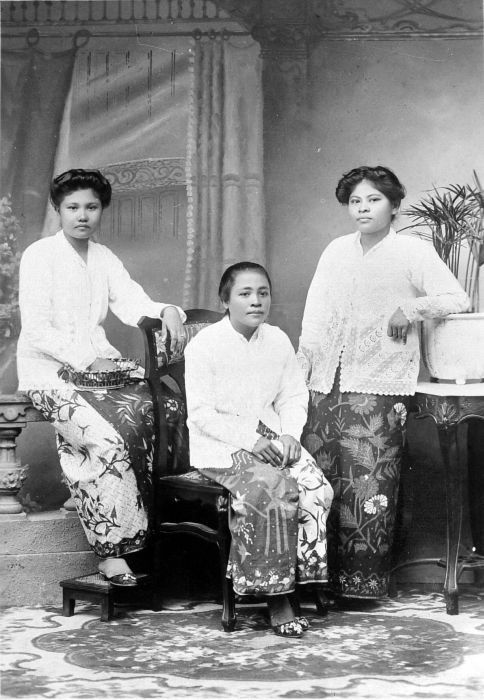
Femmes de Sangir à l'époque des Indes orientales néerlandaises.